# Lactarius manzanitae
Lactarius manzanitae é um fungo que pertence ao gênero de cogumelos Lactarius na ordem Russulales. Encontrado na América do Norte, foi descrito cientificamente por Methven em 1985.